# 壢小故事森林
壢小故事森林為位於臺灣桃園市中壢區之城市故事館，由桃園市政府文化局所轄。其前身為臺灣日治時期桃園廳中壢支廳及中壢公學校之公務員宿舍，推測建於1917年，最初是為了中壢公學校的教職員所而設，而在國府來臺後，被延用為中壢國小的教職員宿舍使用。
中壢國小日式宿舍全區共3棟建築物，包括：雙拼日式宿舍1棟、單棟日式宿舍1棟及連棟式磚造建築1棟。
2015年公告登錄為桃園市歷史建築，並進行修復工程。修復後作為親子共學場域，由民眾投票命名為「壢小故事森林」，於2019年4月3日（兒童節前一天）開館營運。

## 外部連結
- 壢小故事森林的Facebook專頁